# Graham Rose
Thomas Graham Rose (* 23. Dezember 1951 in Evander, Südafrika) ist ein südafrikanischer Geistlicher und römisch-katholischer Bischof von Dundee.

## Leben
Graham Rose empfing am 12. Dezember 1980 das Sakrament der Priesterweihe für das Erzbistum Johannesburg.
Am 13. Juni 2008 ernannte ihn Papst Benedikt XVI. zum Bischof von Dundee. Der Erzbischof von Durban, Wilfrid Fox Kardinal Napier OFM, spendete ihm am 30. August desselben Jahres die Bischofsweihe; Mitkonsekratoren waren der Apostolische Nuntius in Südafrika, Erzbischof James Patrick Green, und der Erzbischof von Johannesburg, Buti Joseph Tlhagale OMI.